# 犬牙帆花鮨
犬牙帆花鮨，為輻鰭魚綱鱸形目鱸亞目鮨科的其中一種，分布於澳洲海域，棲息深度可達30公尺，體長可達75公分，生活在岩礁區，為底棲性魚類，屬肉食性，以魚類為食，可做為食用魚。